# 屠杀塞尔维亚王公
屠杀塞尔维亚王公是1804年1月，达希贾在斯梅代雷沃桑贾克组织的对塞爾維亞族王公的刺杀和袭击。达希贾因担忧奧斯曼苏丹会利用塞爾維亞人来将自己赶下台而决定在斯梅代雷沃桑贾克全境内处决塞爾維亞人领袖。共有72名塞爾維亞族名人被杀，他们的头颅被示众。该事件成為塞尔维亚起义的導火索。